# Adolphe Adam (homme politique)
Pour les articles homonymes, voir Adolphe Adam (homonymie) et Adam (homonymie).
Désiré Adolphe Adam (né le 27 août 1818 au Bec-Hellouin dans l'Eure et mort le 19 août 1872 à Brionne) est un négociant en draps. Il est élu le 7 novembre 1870 adjoint au 1er arrondissement de Paris, puis le 26 mars 1871 conseiller à la Commune de Paris, mais refuse de siéger.

## Biographie
Adolphe Adam fait des études commerciales au collège de Rouen. Pendant trois à quatre ans il étudie la fabrication des draps et voyage pour son métier pendant une vingtaine d'années. Il arrive à Paris en 1836 et fonde en 1852 une maison de draperie.
Il rejoint le 4 septembre 1870 le 12e bataillon de la Garde nationale.
Il est élu le 7 novembre 1870 adjoint au 1er arrondissement de Paris.
Il est élu le 26 mars 1871 conseiller à la Commune de Paris. Il refuse de siéger,, et sa démission est effective le 1er avril.
Il est le frère d'Edmond Adam, homme politique.

### Notices biographiques
- Adolphe Paria, Le conseil municipal de Paris : Portraits et biographies des quatre-vingts conseillers et du préfet de la Seine, Paris, 1871, 176 p. (lire en ligne sur Gallica), p. 14-15
- « Notice Adam Adolphe », sur maitron.fr, Le Maitron, dictionnaire bibliographique du mouvement ouvrier et du mouvement social, Association Les Amis du Maitron (consulté le 9 août 2021)